# 爭奪城 (亞利桑那州)
爭奪城（英語：Contention City）是位於美國亞利桑那州科奇斯縣的一個鬼鎮。由於此地已於1888年被荒廢，本地已無人居住。

## 地理
爭奪城的座標為31°46′08″N 110°12′07″W / 31.76889°N 110.20194°W，而該地的平均海拔高度為1158米（即3799英尺）。